# Semiothisa herbuloti
Semiothisa herbuloti là một loài bướm đêm trong họ Geometridae.